# Дросинис, Георгиос
Георгиос Дросинис (греч.  Γεώργιος Δροσίνης ; Афины 9 декабря 1859 — Афины 3 января 1951) — греческий поэт, πрозаик и журналист XIX и первой половины XX века.
Один из пионеров новаторской Новой Афинской школы поэзии и прозы.

## Биография
Дросинис родился в 1859 году в квартале Плака в центре Афин.
Его отец, Христос Дросинис, был родом из Месолонгиона и служил в министерстве финансов. Мать, Амалия Петрококкину, была родом с острова Хиос.
Род Дросиниса по отцовской линии отмечен историографией Освободительной войны (1821—1829).
Его дед, также Георгий, прославился обороняя Месолонгион и погиб при прорыве осаждённых в 1826 году.
Ещё раньше историографией отмечен прадед Георгия, Анастасиос Дросинис, в качестве клефта в горах Аграфа.
Георгиос Дросинис учился юриспруденции в Афинском университете, но перешёл на философский факультет после совета фольклориста Николаоса Политиса.
Начал публиковать свои первые стихи в 1878 году в газете Рампагас («Ραμπαγάς»), под псевдонимом Паук («Αράχνη»).
Издал первый сборник стихов «Паутина» в 1880 году.
Опубликованное в 1882 году в газете «Рампагас» стихотворение «Цветущее миндальное дерево» (Ανθισμένη αμυγδαλιά) получило свою собственную жизнь. Положенное на музыку неизвестным автором, стихотворение стало одной из самых популярных песен в стиле «кантада», поётся по сегодняшний день, причём большинство греков полагает, что эта песня — народная.
Многие четверостишия стихотворений Дросиниса стали литературными цитатами:
птицей родился человек
но древом умирает
корни вокруг пускает он
и крылья тем теряет
В 1883 году его рассказ «Хрисула» получил первый приз на конкурсе рассказа, организованном журналом «Очаг» («Η Εστία»).
С 1885 года, не ставив себе целью получение какого либо диплома, учился истории искусств в университетах Лейпцига, Дрездена и Берлина.
По возвращении в Грецию возглавил дирекцию журнала «Очаг» («Η Εστία»), который в 1894 году он транформировал в ежедневную газету.
В 1899 году вместе с Димитрисом Викеласом создал «Общество к распространению полезных книг» (Σύλλογος προς διάδοσιν ωφελίμων βιβλίων)
Был директором департамента литературы и искусств при министерстве просвещения (1914—1920) и 1922—1923
В 1926 году стал членом Афинской академии.

## Вторая мировая война и послевоенные годы
28 октября 1940 года началось вторжение итальянской армии в Грецию из союзной итальянцам Албании. Греческая армия отразила вторжение и через 2 недели боёв перенесла военные действия на албанскую территорию. Победы греческой армии вызвали большой резонанс, поскольку на тот момент силы Оси господствовали в Европе, только Британия и Греция продолжали сражаться, в то время как с августа 1939 года оставался в силе Договор о ненападении между Германией и Советским Союзом. Победы греческой армии были первыми победами антифашистской коалиции во Второй мировой войне.
Дросинис был среди деятелей искусств Греции, подписавшихся под Воззванием греческих интеллектуалов к интеллигенции мира.
Греческие интеллектуалы заявляли своим коллегам:
«Мы, эллины, дали ответ на этот ультиматум фашистского насилия. Ответ, который подобает 3000 лет наших традиций, выгравированных глубоко в наших душах, но и написанных и в последнем углу священной земли кровью величайших героев человеческой истории. И сегодня, на заснеженных склонах Пинда и гор Македонии мы сражаемся, в большинстве случаев штыком, полные решимости победить или умереть до единого. Β этой неравной борьбе ….
у нас есть ощущение, что мы защищаем не только наше дело: что мы боремся за спасение всех тех Высоких ценностей, которые составляют духовную и нравственную культуру, то ценное наследие, что завещали человечеству наши прославленные предки и которым сегодня, мы видим, угрожает волна варварства и насилия. Именно это ощущение даёт нам, греческим интеллектуалам, людям культуры и искусства, смелость обратиться к братьям во всём мире, чтобы попросить не материальную, а моральную помощь. Просим вклада душ, революцию сознаний, обращения, немедленного воздействия, везде где это возможно, бдительного слежения и действия для (подготовки) нового духовного  Марафона, который избавит закабалённые нации от угрозы самого тёмного рабства, который познало человечество по сегодняшний день».
Подписи:  Костис Паламас,  Спирос Мелас,  Ангелос Сикелианос, Георгиос Дросинис,  Сотирис Скипис,  Димитриос Митропулос,  Константин Димитриадис,  Николаос Веис,  Константин Партенис,  Иоаннис Грипарис,  Яннис Влахояннис,  Стратис Миривилис,  Костас Уранис  Мильтиад Малакасис,  Григорис Ксенопулос,  Александрос Филаделфевс,  Аристос Кампанис.
В годы тройной, германо-итало-болгарской, оккупации Греции, Дросинис оставался в Афинах.
После освобождения Греции силами народно-освободительной армии и последовавшей сразу затем британской военной интервенции, в августе 1946 года Афинская академия, литературное общество «Парнасс» и «Историческое и этнологическое общество» совместно выставили кандидатуру Дросиниса на соискание Нобелевской премии. Однако в ноябре 1947 года премия была присуждена Андре Жиду.

## Музей Дросиниса[9]

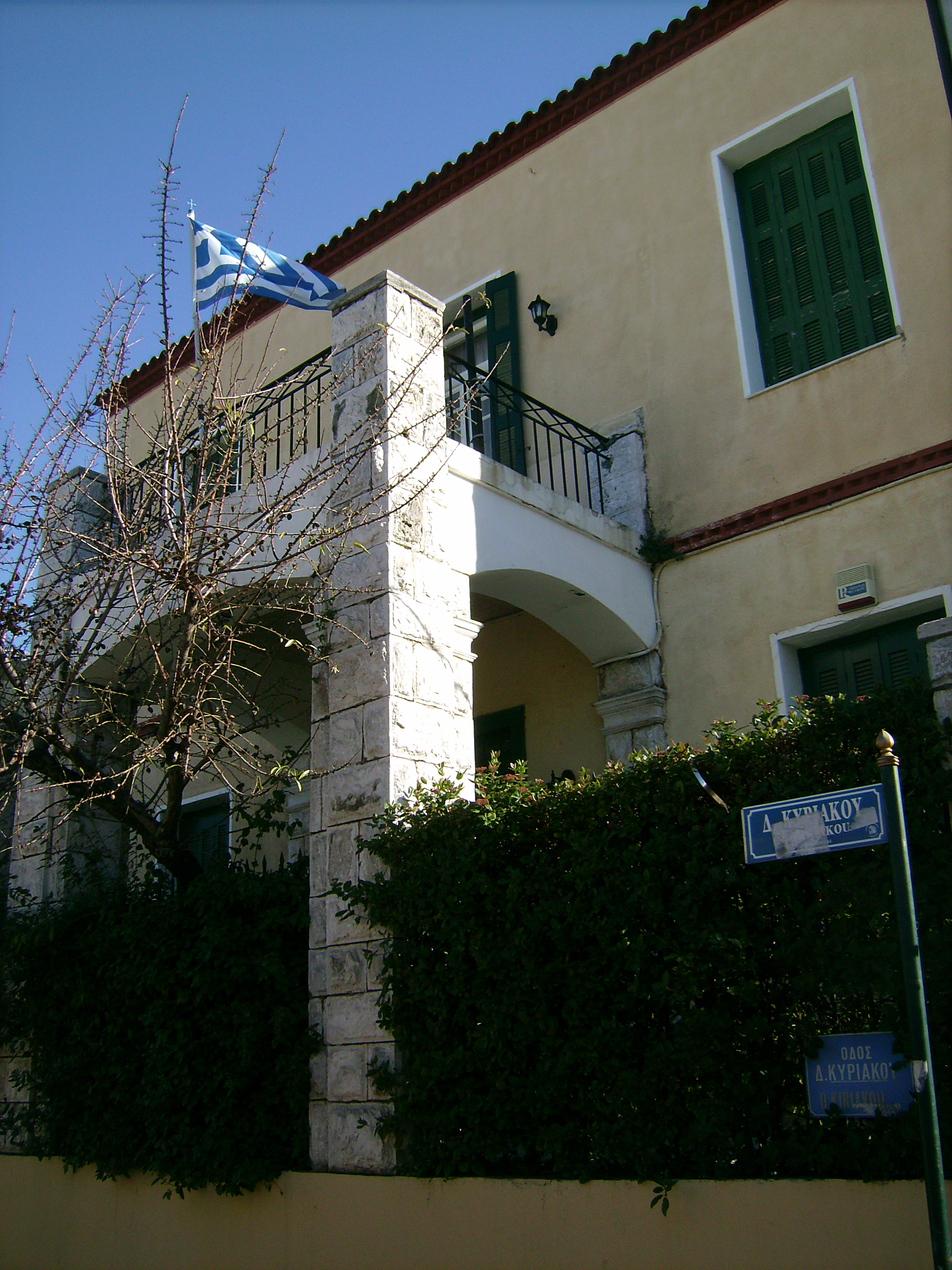
Музей Дросиниса

В 1918 году, вместе со своим братом, Георгиос Дросинис выкупил дома дяди, Диомида Кирьякоса, в афинском пригороде Кифисия.
С 1939 года поэт постоянно жил в этом в этом доме который был переименован в виллу «Амариллис».
Здесь поэт прожил тяжёлые годы тройной германо-итало-болгарской оккупации Греции и последующие 6 лет вплоть до своей смерти 3 января 1951 года.
Дом отреставрирован, принадлежит сегодня муниципалитету Кифисии С 1991 года в доме находилась муниципальная библиотека С 1997 года дом преобразован в Музей Дросиниса.

## Творчество

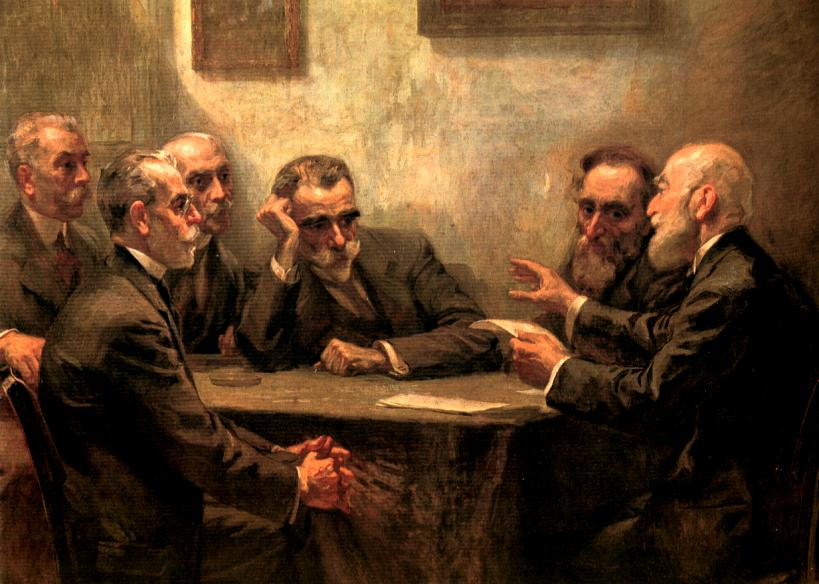
Худ. Ройлос, Георгиос. Члены новой афинской школы поэзии Стратигис, Дросинис, Полемис, Паламас, Сурис, Провеленгиос

Дросинис писал как прозу так и поэзию, но большее признание получила его поэзия.
Он начал публиковать свои первые стихи в 1878 году в газете Рампагас («Ραμπαγάς»), под псевдонимом Паук («Αράχνη»).
Дросинис принадлежал к кругу прогрессивных поэтов (вместе с Никосом Кампасом и Константином Паламасом), которые поставили себе целью обновить поэтическую речь, избавить её от разглагольствований и пессимизма Первой Афинской школы и сделать демотический язык официальным языком литературы.
Дата издания его первого политического сборника, 1880 год, является вехой появления Новой Афинской школы.
Дросинис продолжал служить поэзии до конца своей жизни, но при этом его поэтическое искусство не получило какого либо дальнейшего развития.
Проза Дросиниса принадлежит течению греческой литературы которое именуется этография: отображает сцены крестьянской жизни, нравы, обычаи и традиции населения провинции.
К тому же Дросинис уделял особое внимание фольклору (был среди учредителей Греческого фольклорного общества) и был занят собиранием песен, традиций и повествований.
Главной особенностью его романов и рассказов является их идиллический характер.
Хотя в поэзии Дросинис был среди пионеров использования демотического языка, его языковые предпочтения в прозе были более консервативными, что является одним из основных недостатков его прозаических произведений

## Некоторые из работ Дросиниса

### Поэзия
- Паутина (Ιστοί Αράχνης, 1880)
- Сталактиты (Σταλακτίται, 1881)
- Идиллии (Ειδύλλια , 1884)
- Αμάραντα , 1890
- Γαλήνη (1891—1902) , 1902
- Φωτερά Σκοτάδια (1903—1914) , 1915
- Закрытые веки (Κλειστά βλέφαρα (1914—1917) ,1918
- Πύρινη Ρομφαία-Αλκυονίδες (1912—1921), 1921
- Плач красивой (Το μοιρολόι της όμορφης, 1927)
- Будет вечереть (Θα βραδιάζη (1915—1922), 1930
- Он сказал (Είπε: (1912—1932), 1932
- Улетевшие ласточки (Φευγάτα Χελιδόνια (1911—1935), 1936
- Искры в пепле (Σπίθες στη στάχτη, 1940)
- Свечи (Λαμπάδες, 1947)

### Романы
- Амариллис (Αμαρυλλίς 1886)
- Το βοτάνι της ζωής, 1901
- Το βοτάνι της αγάπης, 1901
- Эрси (Έρση (μυθιστόρημα), 1922)
- Ирини (Ειρήνη (μυθιστόρημα), 1945)

### Сборники рассказов
- Крестьянские послания (Αγροτικαί επιστολαί, 1882
- Рассказы и воспоминания (Διηγήματα και αναμνήσεις, 1886)
- Рассказы полей и города (Διηγήματα των αγρών και της πόλεως, 1904)
- Цветущая древесина — Три изображения (рассказы) (Το ανθισμένο ξύλο-Τρεις εικόνες (διηγήματα), 1948)

### Сказки
- Детские сказки (Παιδικά παραμύθια, 1889)
- Греческая Шахерезада. Самые прекрасные сказки греческого народа (Ελληνική Χαλιμά. Τα ωραιότερα παραμύθια του ελληνικού λαού, 1921 και 1926)

### Другие работы
- Рассеянные страницы моей жизни (воспоминания) (Σκόρπια φύλλα της ζωής μου (αναμνήσεις))
- Странный брак (комедия в одном акте) (Παράδοξος γάμος (κωμωδία μονόπρακτη), 1878
- Яблоко (комедия) (Το μήλον (κωμωδία), 1884)
- Три дня на Тиносе (Τρεις ημέραι εν Τήνω 1888)
- Пчёлы (Αι μέλισσαι 1890)
- Птицы (Αι όρνιθες 1895)
- Рыбалка (Το ψάρευμα 1908)
- Коллекции естественной истории (Συλλογαί φυσικής ιστορίας 1912)
- Слепые (Οι τυφλοί 1924)
- Стрелковое упражнение нации (Η σκοπευτική άσκησις του έθνους 1938)
- Охотник (Ο κυνηγός 1948)
- Дневник Осады Месолонгиона (Ημερολόγιο της πολιορκίας του Μεσολογγίου 1958)
- Георгиос Назос (Γεώργιος Νάζος 1966)
- Послания Николаоса Гизиса (Επιστολαί του Νικολάου Γύζη 1969)
- Дядька Димос (Ο Μπαρμπα-Δήμος 1974)
- Морские песни (Θαλασσινα τραγουδια 1973)
- Исторический словарь нового греческого языка (Ιστορικό Λεξικό της Νέας Ελληνικής Γλώσσας, εκδόσεις δωρική 1972)